# Jewgeni Arkadjewitsch Platow
Jewgeni Arkadjewitsch Platow (russisch Евгений Аркадьевич Платов; * 7. August 1967 in Odessa, Ukrainische SSR, Sowjetunion) ist ein ehemaliger russischer Eiskunstläufer, der im Eistanz für die Sowjetunion, das Vereinte Team und Russland startete.

## Wettkampfkarriere
Platow gewann von 1984 bis 1986 an der Seite von Jelena Krikanowa drei Mal in Folge die Juniorenweltmeisterschaft im Eistanz.
Auf Seniorenebene war seine erste Eistanzpartnerin ab 1987 Larissa Fjodorinowa. Mit ihr erreichte er bei seinem Weltmeisterschaftsdebüt 1989 den sechsten Platz.
1989 brachte ihn Trainerin Natalja Dubowa mit Oxana Grischtschuk zusammen. Bereits drei Monate später erreichten sie als Dritte das Podium bei den Sowjetischen Meisterschaften. Ihr gemeinsames Debüt bei Welt- und Europameisterschaften beendeten sie 1990 auf dem jeweils fünften Platz.
In das Jahr 1992 gingen Grischtschuk und Platow erstmals als sowjetische Meister. Sowohl bei der Europameisterschaft wie auch der Weltmeisterschaft errangen sie mit Bronze ihre ersten Medaillen bei diesen Turnieren. Ihr Debüt bei Olympischen Spielen beendeten sie in Albertville auf dem vierten Platz.
Im Herbst 1992 wurden Natalja Linitschuk und Gennadi Karponossow neue Trainer von Grischtschuk und Platow. Als amtierende russische Meister wurde das Eistanzpaar 1993 Vize-Europameister und Vize-Weltmeister.
1994 wurden sie erneut Vize-Europameister. Bei den Olympischen Spielen in Lillehammer gewannen Grischtschuk und Platow die Goldmedaille. Dabei besiegten sie die reamateurisierten Jayne Torvill und Christopher Dean, die auch amtierende Europameister waren, und die damals amtierenden Weltmeister Maja Ussowa und Alexander Schulin. Im japanischen Chiba wurden Grischtschuk und Platow wenig später erstmals Weltmeister.
Grischtschuk und Platow verpassten verletzungsbedingt einen Großteil der Saison 1994/95, einschließlich der Europameisterschaft. Bei der Weltmeisterschaft in Birmingham konnten sie jedoch wieder antreten und verteidigten ihren Weltmeisterschaftstitel.
1996 wurden Grischtschuk und Platow in Sofia erstmals Europameister. In Edmonton wurden sie erneut Weltmeister. Danach wurde Tatjana Tarassowa ihre neue Trainerin. Sie verpassten die erste Hälfte der Saison 1996/97, kehrten aber rechtzeitig zurück, um 1997 in Paris ihren Europameisterschaftstitel zu verteidigen. In Lausanne wurden sie zum vierten Mal in Folge Weltmeister.
1998 siegten Grischtschuk und Platow in Mailand zum dritten Mal in Folge bei Europameisterschaften. Bei den Olympischen Spielen in Nagano verteidigten sie ihren Titel und wurden erneut Olympiasieger. Danach beendeten sie ihre Wettkampfkarriere.
Im Zeitraum von 1994 bis 1998 gewannen Grischtschuk und Platow 20 Wettbewerbe in Folge. Sie sind das einzige Eistanzpaar, das zwei Mal Gold bei Olympischen Spielen erringen konnte. Grischtschuk und Platow verbanden Geschwindigkeit und anspruchsvolle Elemente und zeigten ihre Beherrschung zahlreicher verschiedener Tanzstile.
Nach ihrer Wettkampfkarriere liefen Grischtschuk und Platow zusammen in diversen Shows. Danach entschieden sie sich zu einem Partnertausch mit ihren früheren Rivalen Maja Ussowa und Alexander Schulin. Neun Jahre nach dem Ende ihrer Karriere traten Platow und Oxana „Pascha“ Grischtschuk erstmals wieder gemeinsam bei der alljährlichen Weihnachtsshow auf dem Roten Platz in Moskau auf. 2008 kamen sie in Nagano zusammen, um das zehnte Jubiläum ihres Olympiasiegs zu feiern.

## Trainerkarriere
Platow assistierte von 2002 bis 2004 zusammen mit Maja Ussowa seiner früheren Trainerin Tatjana Tarassowa in Simsbury, Connecticut. In dieser Funktion half er mit, Shizuka Arakawa zum Weltmeistertitel 2004 zu führen. Er arbeitete auch kurz mit Sasha Cohen und Johnny Weir zusammen.
Im Herbst 2005 ging Platow nach New Jersey und wurde Assistenztrainer seines ehemaligen Rivalen Alexander Schulin. Dadurch war er an den Erfolgen von Tatjana Nawka und Roman Kostomarow beteiligt. Als Schulin nach Russland zurückkehrte, wurde Platow Trainer in eigener Regie. Zu seinen Schülern gehörten u. a. Sinead und John Kerr sowie Galit Chait und Sergei Sachnowski.
Platow arbeitet im Moment (2009) als Trainer im Princeton Sports Center in Monmouth Junction, New Jersey.

## Persönliches
Platow heiratete 1991 die frühere Eiskunstläuferin und spätere Schauspielerin Maria Anikanowa, ließ sich 1997 aber wieder scheiden.

## Ergebnisse

### Eistanz
(mit Oxana Grischtschuk)
| Wettbewerb / Jahr           | 1990 | 1991 | 1992 | 1993 | 1994 | 1995 | 1996 | 1997 | 1998 |
| --------------------------- | ---- | ---- | ---- | ---- | ---- | ---- | ---- | ---- | ---- |
| Olympische Winterspiele     |      |      | 4.   |      | 1.   |      |      |      | 1.   |
| Weltmeisterschaften         | 5.   | 4.   | 3.   | 2.   | 1.   | 1.   | 1.   | 1.   |      |
| Europameisterschaften       | 5.   | 5.   | 3.   | 2.   | 2.   |      | 1.   | 1.   | 1.   |
| Sowjetische Meisterschaften | 3.   | 2.   | 1.   |      |      |      |      |      |      |
| Russische Meisterschaften   |      |      |      | 1.   |      |      | 1.   |      |      |

(mit Larissa Fjodorinowa)
| Wettbewerb / Jahr           | 1988 | 1989 |
| --------------------------- | ---- | ---- |
| Weltmeisterschaften         |      | 6.   |
| Sowjetische Meisterschaften | 4.   | 4.   |

(mit Jelena Krikanowa)
| Wettbewerb / Jahr           | 1984 | 1985 | 1986 |
| --------------------------- | ---- | ---- | ---- |
| Juniorenweltmeisterschaften | 1.   | 1.   | 1.   |